# Les Bordes-sur-Arize
 Les Bordes-sur-Arize  là một xã ở tỉnh Ariège, thuộc vùng Occitanie ở phía tây nam nước Pháp.